# Ördög-torony
Az Ördög-torony, más néven Ördögszikla egy látványos sziklaformáció Pilisszentiván határában. Az Iváni-hegy oldalában, mintegy 300 méteres tengerszintfeletti magasságon álló 30 m magas szikla a Szénás-hegycsoport Európa Diplomás Terület védelme alatt áll. 
A sziklaformáció fokozottan védett természeti területen található, kijelölt turistaúton nem megközelíthető. Emiatt a látogatása a természetvédelmi hatóság engedélyével lehetséges.

## Geológia
Az Ördög-torony anyagát alkotó dolomit a triász korszakban keletkezett mintegy 230-235 millió éve. A kőzet a Budaörsi Dolomit Formációhoz tartozik, a Tethys-ősóceán egyik trópusi selfjén lerakódott meszes iszapból alakult ki. A létrejött dolomit rétegeket később vetődések szabdalták fel, létrehozva a környék sasbércekből és árkokból álló tájképét. A kőzet repedéseibe különböző anyagok kerültek, a folyékony fluidumok hatására egyes részek porladékonyabbak és az erózió számára kitettebbek lettek, néhány helyen azonban, mint az Ördögszikla esetében is, a kalcit összecementálta és keményebbé tette a sziklatömböket. Az évmilliók során a szél és a víz lepusztította a puhább rétegeket és kipreparálta az Ördög-tornyot. A szikla további jellegzetességei az ősi, a kőzetből kioldódott zöldalgák helyén létrejött csőszerű pórusok és a kicsapódott vasas oldatok hatására kialakult vöröses-sárgás elszíneződések.